# صومعه ختزکونک
صومعه ختزکونک (ارمنی: Խծկոնք վանք; انگلیسی: Khtzkonk Monastery) یک صومعه حواری ارمنی واقع در Digor district، در استان قارص ترکیه کنونی می‌باشد. ساخت و ساز این ساختمان سده ۱۳ میلادی به پایان رسید. این بنا به سبک معماری ارمنی طراحی شده‌است.

## نگارخانه

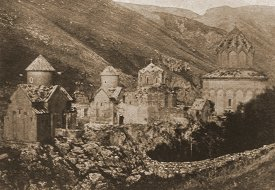